# Eitel Cantoni
Eitel Danilo Cantoni va ser un pilot de curses automobilístiques uruguaià que va arribar a disputar curses de Fórmula 1.
Eitel Cantoni va néixer el 4 d'octubre del 1904 a Montevideo, Uruguai i va morir el 6 de juny del 1997 també a Montevideo.

## A la F1
Va debutar a la tercera temporada de la història del campionat del món de la Fórmula 1, la corresponent a l'any 1952, disputant el 19 de juliol el GP de Gran Bretanya, que era la cinquena prova del campionat.
Eitel Cantoni va arribar a participar en tres curses puntuables pel campionat de la F1, totes tres pertanyents a la temporada 1952, fent com a millor posició un onzè lloc.

## Resultats a la Fórmula 1
| Any  | Equip                  | Xassís         | Motor    | 1   | 2   | 3   | 4   | 5       | 6       | 7   | 8      | Posició | Punts |
| ---- | ---------------------- | -------------- | -------- | --- | --- | --- | --- | ------- | ------- | --- | ------ | ------- | ----- |
| 1952 | Escuderia Bandeirantes | Maserati A6GCM | Maserati | SUI | 500 | BEL | FRA | GBR Ret | ALE Ret | HOL | ITA 11 | -       | 0     |

### Resum
| Curses: | Victòries: | Pòdiums: | Poles: | Voltes ràpides: | Punts: |
| ------- | ---------- | -------- | ------ | --------------- | ------ |
| 3       | 0          | 0        | 0      | 0               | 0      |